# 大洲市立南久米小学校
大洲市立南久米小学校（おおずしりつ みなみくめしょうがっこう）は愛媛県大洲市にあった公立小学校。2013年（平成25年）3月31日に閉校。以後、大洲市立大洲小学校と併合した。

## 沿革
当校Webサイトより
- 1884年 - 攻璞小学校創立
- 1892年 -  札掛尋常小学校開校
- 1911年 -  高等科設置
- 1925年 -  校訓設定
- 1926年 -  南久米尋常高等小学校と改称
- 1941年 - 国民学校令により、南久米国民学校となる
- 1947年 - 南久米村立南久米小学校と改称、高等科は南久米中学校（現 大洲市立大洲南中学校）となる
- 1954年9月1日 - 大洲市立南久米小学校と改称
- 1960年 - 特殊学級設置
- 1965年 - 通学バスの新路線開通式
- 1966年 - 校歌・校旗制定式
- 1970年 - 管内特殊教育研究推進校の指定
- 1971年 - 校訓（すなおで・明るく・たくましく）制定
- 1980年 -  優良PTAとして県表彰を受ける
- 1985年 - 愛媛県指定小規模校共同学習協力校となる（1984-1985）
- 1991年 - グリーンマーク事業優良校として全国表彰
- 1994年 - 優良PTAとして県表彰を受ける
- 1995年 -  ボランティア活動普及事業協力校(H6~8)
- 1999年 - ふるさと学習交流事業（交流校：伊方町二見小学校）
- 2013年 - 閉校、大洲市立大洲小学校と併合

## 周辺
- 大洲市役所
- 大洲市立大洲小学校
- 大洲市立大洲南中学校